# Homalopygus geminatus
Homalopygus geminatus är en skalbaggsart som beskrevs av Lewis 1901. Homalopygus geminatus ingår i släktet Homalopygus och familjen stumpbaggar. Inga underarter finns listade i Catalogue of Life.